# 火鳥九
火鳥九（β Phe / 鳳凰座β），又名CD-47 324，HD 6595、SAO 215365、HR 322，是鳳凰座的一颗恒星，视星等为3.31，位于銀經295.51，銀緯-70.2，其B1900.0坐标为赤經1h 1m 37.3s，赤緯-47° -70.2′ 15″。